# Een aardig geval
 (février 2013).
Si vous disposez d'ouvrages ou d'articles de référence ou si vous connaissez des sites web de qualité traitant du thème abordé ici, merci de compléter l'article en donnant les références utiles à sa vérifiabilité et en les liant à la section « Notes et références ».
Een aardig geval est un film belge néerlandophone écrit et réalisé en 1941 par Edith Kiel.

## Distribution
- Arthur Van Thillo : Alois Zavel
- Jan Commans : Jef Pinke
- Nini de Boël : Madame Pinke
- Nand Buyl : Monneke, un garnement de la campagne adopté par un couple bourgeois et qui leur cause bien des soucis
- Lucie Polus : la bonne de Pinke
- Manon Latour : Mademoiselle Meyers
- Helena Haak
- Serre Van Eeckhoudt